# Mark Sirengo
Mark Sirengo Mabwete (ur. 2 lipca 1974) – kenijski piłkarz grający na pozycji pomocnika. W swojej karierze rozegrał 32 mecze i strzelił 7 goli w reprezentacji Kenii.

## Kariera klubowa
Swoją karierę piłkarską Sirengo rozpoczął w klubie Eldoret FC. W sezonie 1997 zadebiutował w jego barwach w pierwszej lidze kenijskiej. W latach 1999–2001 występował w Mumias Sugar FC, z którym w 1999 zdobył Puchar Kenii.W latach 2002–2003 występował w tanzańskim Simba SC. W 2002 został z nim wicemistrzem, a w 2003 mistrzem kraju. W sezonie 2004 wywalczył wicemistrzostwo Rwandy z APR FC. W latach 2004–2007 ponownie grał w Mumias Sugar FC. W latach 2007–2009 był piłkarzem Atraco FC, z którym w sezonie 2007/2008 został mistrzem Rwandy, a w sezonie 2008/2009 wicemistrzem i zdobywcą Pucharu Rwandy. W latach 2009–2013 występował w Western Stima FC, w którym zakończył karierę.

## Kariera reprezentacyjna
W reprezentacji Kenii Sirengo zadebiutował 24 stycznia 1999 w przegranym 1:2 meczu kwalifikacji do Pucharu Narodów Afryki 2000 z Demokratyczną Republiką Konga, rozegranym w Kinszasie. Od 1999 do 2005 wystąpił w kadrze narodowej 32 razy i strzelił 7 goli.